# Allain Roy (directeur artistique)
Allain Roy est un comédien, metteur en scène, enseignant et directeur artistique acadien. Il est actuellement directeur artistique et général du Théâtre populaire d’Acadie, une institution théâtrale emblématique du Nouveau-Brunswick. Actif dans le milieu culturel depuis plus de deux décennies, Roy est reconnu pour son engagement envers le développement du théâtre en Acadie et la valorisation des voix francophones en milieu minoritaire.

## Biographie
Originaire de Caraquet, au Nouveau-Brunswick, Allain Roy est diplômé de l’Université de Moncton ainsi que de l’École nationale de théâtre du Canada. Il entame sa carrière comme comédien avant de se tourner vers la mise en scène, l’enseignement et la direction artistique.
Il enseigne plusieurs années au Département d'art dramatique de l'Université de Moncton, où il contribue à la formation de nouvelles générations d’artistes acadiens. En parallèle, il s’implique dans diverses productions théâtrales en Acadie et ailleurs au Canada, notamment avec le Théâtre populaire d’Acadie (TPA), le Théâtre l’Escaouette et Satellite Théâtre.

## Direction du Théâtre populaire d’Acadie
En 2018, Allain Roy est nommé à la direction artistique et générale du Théâtre populaire d’Acadie, succédant à Maurice Arsenault. Sous sa gouverne, le TPA poursuit sa mission de faire rayonner le théâtre francophone en Atlantique, avec une attention particulière portée à la dramaturgie contemporaine, aux collaborations interprovinciales et à l’ancrage communautaire.

## Engagements et distinctions
Allain Roy est un ardent défenseur des arts de la scène en région et de la reconnaissance du théâtre francophone hors Québec. Il participe activement à diverses associations culturelles, dont l’Association des théâtres francophones du Canada (ATFC), et contribue régulièrement à des initiatives de réflexion sur l’avenir du théâtre en milieu minoritaire.
Son travail est salué pour sa rigueur artistique, son sens du collectif et sa capacité à faire dialoguer identité, territoire et création contemporaine.